# 保柏 (亞洲)
保柏（亞洲）有限公司（英文：Bupa (Asia) Limited），於1976年成立，是香港一間醫療保險及醫療保健服務公司。
母公司是在英國的保柏集團，集團不設股東制，所有盈餘投資於業務，母公司的保險公司財務實力評級被國際評級機構惠譽評為「A+」。
保柏（亞洲）在香港的醫療保險業務，又稱保柏香港（英文：Bupa Hong Kong），已獲香港保險業監管局授權在香港經營，並受其監管。
由2014年起，可以經恒生銀行分行或網上銀行投保。
保柏香港提供的醫療保險服務是香港公務員事務局公務員及政府聘用的非公務員自願參與醫療保險計劃之一。
保柏（亞洲）透過卓健醫療提供醫療保健服務。於將軍澳設有牙科中心。

## 歷史
2013年10月，保柏以3.55億美元（約27.69億港元）向富斯（Fortis）醫療收購本港最大型的私營診所聯網服務商卓健醫療服務。卓健醫療在本港有50間醫療中心，逾500間聯營診所，以及超過20間牙科和物理治療中心。

## 資料來源
1. ↑  .   [2018-09-08]. （原始内容存档于2019-06-11）.
2. ↑  .   [2018-09-08]. （原始内容存档于2020-11-07）.
3. ↑  .   [2018-09-08]. （原始内容存档于2018-09-07）.
4. ↑  .   [2018-09-08]. （原始内容存档于2019-10-20）.
5. ↑  .   [2018-09-08]. （原始内容存档于2019-06-03）.

## 外部連結
- 保柏（亞洲）有限公司官方網站 （页面存档备份，存于）
- 保柏集團官方網站（页面存档备份，存于）
- 保柏牙科中心（香港） （页面存档备份，存于）
- 香港保險業監管局 （页面存档备份，存于）
- 恒生及保柏健康保障計劃 （页面存档备份，存于）
- 恒生銀行醫保重出江湖見成績，夥拍醫療保險一哥保柏（Bupa）推出醫保 （页面存档备份，存于）
- 香港公務員事務局官方網站 （页面存档备份，存于）
- 卓健醫療服務有限公司（卓健醫療）官方網站 （页面存档备份，存于）